# Жозеф Кроче-Спінеллі
Жозеф Кроче-Спінеллі (фр. Joseph Eustache Crocé-Spinelli; 10 липня 1845, Монбазіяк  — 15 квітня 1875, Сірон (Ендр))  — французький інженер, аеронавт і винахідник, один з піонерів повітроплавання. Разом з Гастоном Тіссандьє і Теодором Сівелем зміг досягти на повітряній кулі «Зеніт» рекордної висоти 8 600 метрів.

## Життєпис

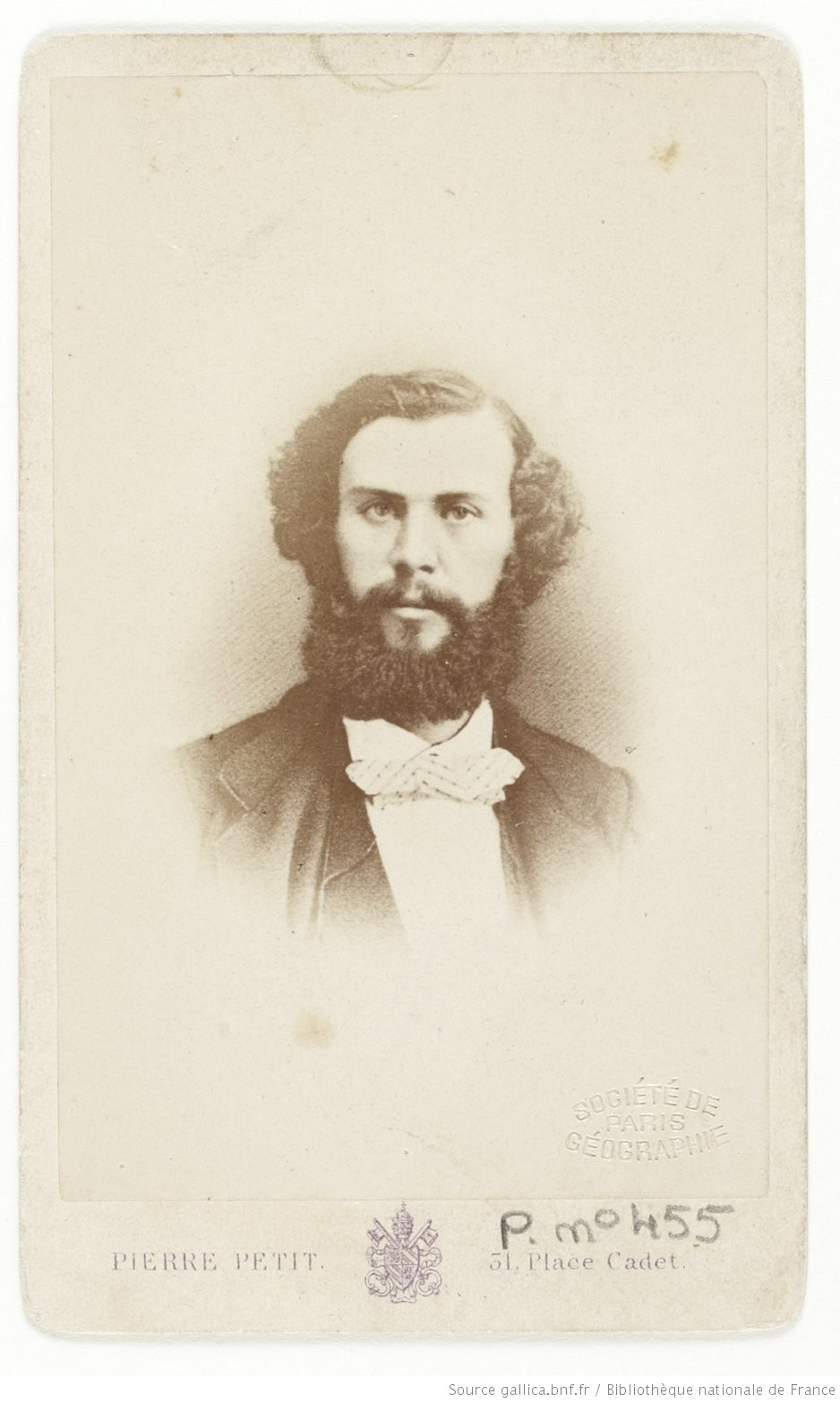
Фотокартка з зображенням Жозефа Кроче-Спінеллі (зроблена французьким фотографом П'єром Петі)

Жозеф Кроче-Спінеллі народився 10 липня 1845 року в містечку Монбазіяк, в французькому регіоні Нова Аквітанія у родинному маєтку ювеліра Ісидора-Ахіле Кроче-Спіннелі та Марії Луїзи Лакур. Мав рідного брата Рафаеля Кроче-Спінеллі, а одним із його двоюрідних братів був французький композитор Бернард Кроче-Спіннеллі..
Навчався в ліцеї Бонапарта в Парижі і отримав ступінь бакалавра літературних й природничих наук. В 1864 році вступив в Центральну школу мистецтв і мануфактур (фр. École centrale des arts et manufactures), де навчався до 1867 року.
В 1870—1871 роках Кроче-Спінеллі був активним учасником франко-прусської війни і служив у 221-му батальйоні французької армії..
Після війни зайнявся науковою діяльністю, написав і видав декілька наукових статей в області механіки у французькій газеті République Française. Згодом захопився повітроплаванням і приєднався до новоствореного Французького товариства повітроплавання (фр. Société Française de Navigation Aérienne). Брав активну участь у виданні наукового журналу L'Aéronaute..
В період з 1873 по 1875 роки здійснив чотири висотні польоти на повітряних кулях «Полярна зірка» (фр. L'Étoile polaire) і «Зеніт» (фр. Le Zénith).

## Наукові польоти на повітряних кулях

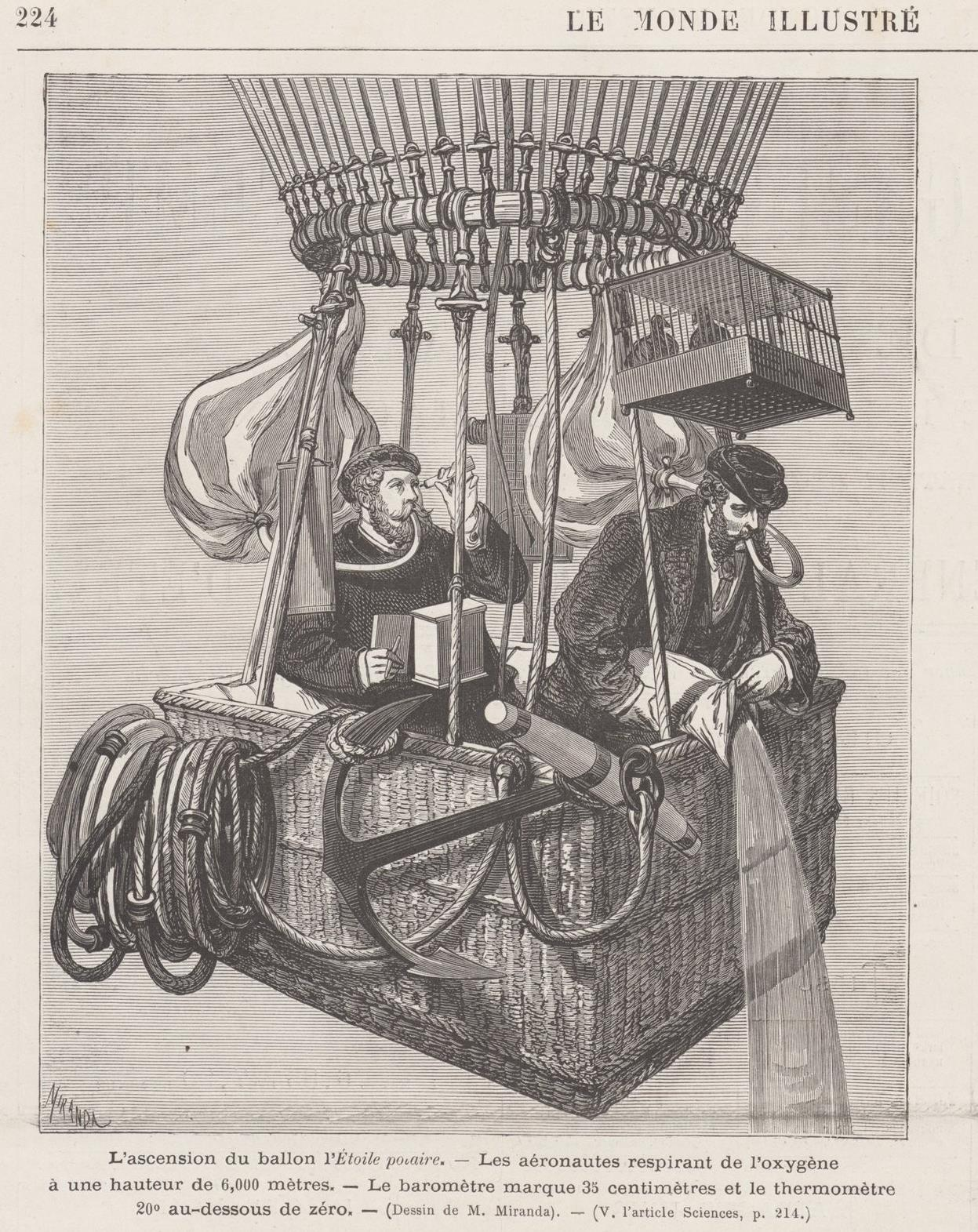
Політ Жозефа Кроче-Спінеллі і Теодора Сівеля на повітряній кулі «L'Etoile Polaire», 22 березня 1874 року

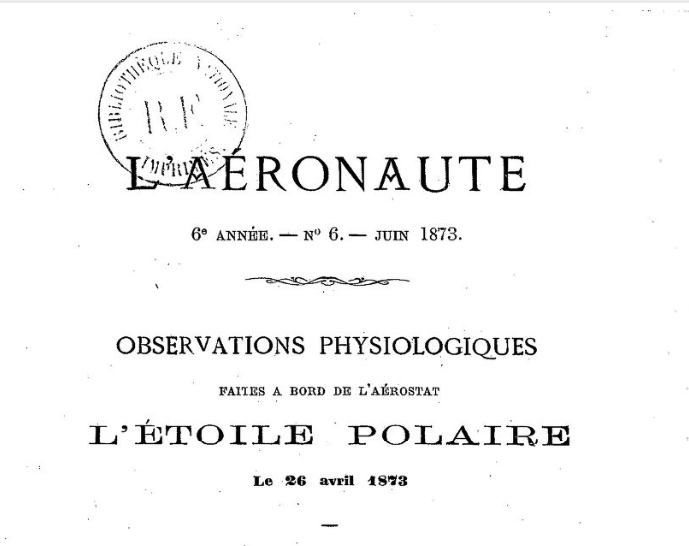
сторінка журналу L'Aéronaute з статтею доктора Фелікса Петарда про політ «Полярної зірки», 26 квітня 1873 року

### Перший політ
Навесні 1873 року Французьке товариство повітроплавання організовує свою першу наукову експедицію на повітряній кулі «Полярна зірка» (фр. L'Étoile polaire). Про своє бажання взяти участь у цій експедиції заявило п'ять вчених, серед яких й опинився Жозеф Кроче-Спінеллі. Його супутниками стали Альфонс Пено, Теодор Сівель, Клод Жобер і доктор Фелікс Петард. Політ відбувся 26 квітня 1873 року, «Полярна зірка» досягла висоти 4600 метрів після чого успішно приземлилась недалеко від Парижа..
Під час польоту вчені здійснили низку метеорологічних і аеронавігаційних дослідів, прилади для яких спеціально розробив Альфонс Пено. Серед них був диференціальний барометр з гумовою мембраною, який використали вперше і за допомогою якого можна було визначити висоту та швидкість підйому й спуску повітряної кулі. Пізніше цей прилад стане популярним серед аеронавтів і буде незамінним в багатьох наукових польотах.
Ще одним результатом повітряної експедиції «Полярної зірки» стала наукова стаття доктора Фелікса Петарда, видана в журналі L'Aéronaute. В цій статті, Петард детально описав свої спостереження за фізіологічним та психологічним станом членів екіпажу протягом польоту. Він спостерігав за змінами настрою і поведінки кожного вченого з набором висоти й дав свої припущення, як висота впливала на ці зміни. Про поведінку і настрій Жозефа Кроче-Спінеллі під час польоту на «Полярній зірці» доктор Петард написав наступне:
|  | «Містер Ж.Кроче-Спінеллі - блондин, з флегматично-меланхолійним темпераментом, зазвичай схильний до бронхіту... Другим явищем, яке мені довелось спостерігати було пригнічення настрою, яке проявиявилось у містера Кроче-Спінеллі на висоті близько 3500 метрів. Нагадаю, що містер Кроче-Спінеллі схильний до бронхіту. Містер Пено також відчував таке пригнічення, але в значно меншій інтенсивності, ніж містер Кроче-Спінеллі. Інші пасажири цього не відчули... Пізніше ми стали відчувати дзвін у вухах, який першим помітив містер Пено на висоті 2700 метрів. Ми всі відчули його приблизно в один і той же час, але з дуже помітними відмінностями в інтенсивності вражень. У містера Кроче-Спінеллі все проявилось в стані гострого болю і такого наполегливого, що на залізниці, вже після нашого повернення, він все ще скаржився на біль у вухах...». Оригінальний текст (фр.) M. J. Crocé-Spinelli est blond, d'un tempéramment lymphatico-nerveux, il est ordinairement disposé aux bronchites... Le second phénomène que j'ai eu à observer est l’oppression qui s’est manifestée chez M. Crocé-Spinelli, à environ 3,500 mètres. Je rappellerai que M. Crocé-Spinelli est prédisposé aux bronchites. M. Pénaud a éprouvé aussi de l’oppression, mais à un degré bien moindre que M. Crocé-Spinelli... Nous observâmes ensuite du bourdonnement dans les oreilles qu’accusa le premier M. Pénaud à une altitude d’environ 2.700 mètres. Nous avons tous été, à peu près en même temps, affectés de la même manière, mais avec des différences très marquées dans l'intensité de l'impression. Elle a passé, pour M. Crocé-Spinelli, à l’état d’une doulour vive, et tellement persistante que dans le chemin de fer, pendant notre retour, il se plaignait encore de douleurs dans les oreilles. |

### Другий політ

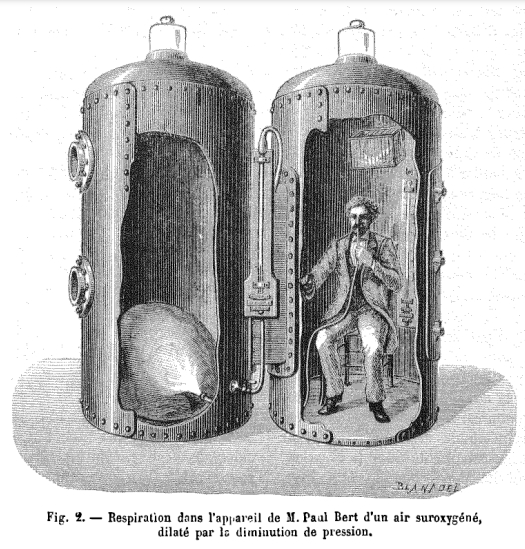
Барометрична камера з киснем Пауля Берта, в якій пройшли підготовку Сівель і Кроче-Спінеллі перед своїм польотом на висоту 7300 м (з журналу «La Nature»
№ 238 за 22 грудня 1877 року)

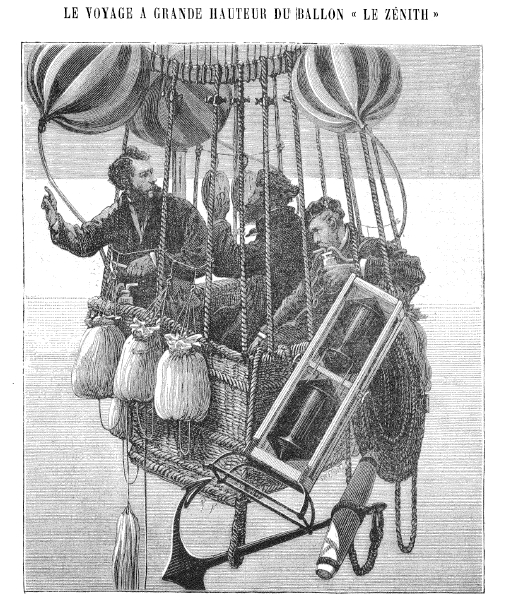
Сівель (зліва) і Кроче-Спінеллі (справа) готуються вдихати кисень під час польоту на повітряній кулі «Зеніт», 15 квітня 1875 року (з журналу «La Nature» № 100, 1 травня 1875)

22 березня 1874 року відбувся другий політ Кроче-Спінеллі і Сівеля на повітряній кулі «Полярна зірка».
В цей політ вчені, вперше, за порадою фізіолога Пауля Берта, взяли невеликі м'які балони із запасом кисню. Ще перед польотом, Кроче і Сівель провели тренування в спеціальній барокамері Пауля Берта. З камери, на певний проміжок часу, було викачано весь кисень й дихати тут можна було лише через спеціальну трубку, з'єднану з м'яким балоном. Цей експеримент дозволяв перевірити поведінку аеронавтів на висотах з надзвичайним атмосферним тиском і браком кисню в повітрі.
Такий незвичайний спосіб вільно дихати навіть там, де кисню практично не було, дозволив вченим спокійно виконувати метеорологічні дослідження та керувати повітряною кулею. В результаті, «Полярна зірка» піднялась на рекордну на той час висоту в 7300 метрів.
Під час своїх досліджень Кроче-Спінеллі і Сівель змогли виміряти температуру повітря на висоті понад 7000 м, яка становила -24 °C. Також, вчені вели спостереження за власними фізіологічними реакціями на розріджену атмосферу. Зокрема, вони помітили різке підвищення пульсу та зміну кольору обличчя й слизових оболонок..
Політ 22 березня 1874 року широко висвітлювався в пресі, що зробило Жозефа Кроче-Спінеллі і Теодора Сівеля відомими в Франції та Європі. Це дзволило вченим швидко знайти підтримку і кошти для своєї наступної повітряної експедиції..

### Третій політ
Свій третій політ Жозеф Кроче-Спінеллі здійснив 23-24 березня 1875 року, коли повітряна куля «Зеніт» протягом 22 годин і 40 хвилин пролетіла з Парижа в Аркашон. Цей політ побив всі світові рекорди за тривалістю, перевершивши 18-годинний політ англійського аеронавта Чарльза Гріна, здійснений в 1836 році. Побити рекорд «Зеніта» змогли лише через одинадцять років, коли у вересні 1886 року француз Анрі Ерве здійснив 24-годинний переліт з Франції в Англію на повітряній кулі «Le National».
23 березня «Зеніт» підготували до польоту на газовому заводі «La Villette» і о 18:20 годині вечора він успішно стартував. На борту повітряної кулі перебували пятеро аеронавтів: Теодор Сівель — виконував роль капітана, Жозеф Кроче-Спінеллі — проводив наукові досліди з спектографом, Клод Жобер — механік і досвідчений повітроплавець та двоє братів Гастон і Альберт Тіссандьє, які здійснювали власні наукові досліди. Альберт Тіссандьє протягом польоту робив малюнки всіх пейзажів, які побачили аеронавти.

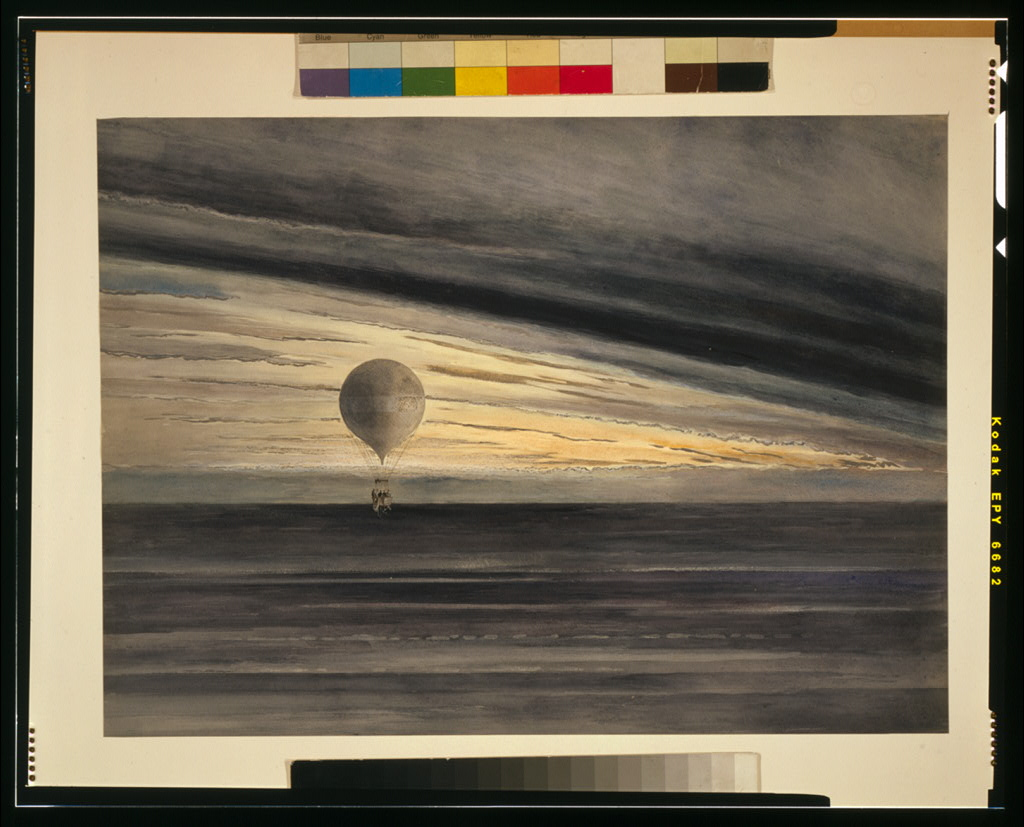
Повітряна куля «Зеніт» летить з Парижа в Аркашон з пятьма аеронавтами на борту, 23-24 березня 1875 року (малюнок Альберта Тіссандьє)

Місячний ореол і люмінісцентний хрест, які спостерігали аеронавти під час польоту «Зеніта» з Парижа в Аркашон, 23-24 березня 1875 року (малюнок Альберта Тіссандьє)

Гастон Тіссандьє пізніше так описував перші години польоту:
|  | Ми піднімаємося в повітря, перетинаючи Париж, де тисячі вогнів мерехтять, як сузір'я зоряного неба. Ми повільно проходимо над садом Тюїльрі, над куполом Дому Інвалідів, і незабаром видовище великого мегаполісу зникає з горизонту, поступившись місцем не менш величним пейзажам села... Наводячи порядок в корзині, методично прибираючи баластні мішки, починаємо проводити свої експерименти. Сівель дбає про визначення напрямку нашої дороги за допомогою компаса і шнура довжиною 800 метрів, який тягнеться по землі і завжди йде за задньою частиною корзини. Кроче-Спінеллі починає свої спектроскопічні спостереження, використовуючи два чудові прилади різних моделей. Жобер викидає за борт друковані листівки, призначені для збору місцевими жителями на землі і повернення до Парижа. На них зазначенні барометричний тиск, температура та стан неба у всіх точках, вище яких пролетів "Зеніт". Альберт Тіссандьє малює повітряні пейзажі з природи. Він, зокрема, відтворює дивовижне видовище деформації місяця, що щойно з’явилося над хмарами... |

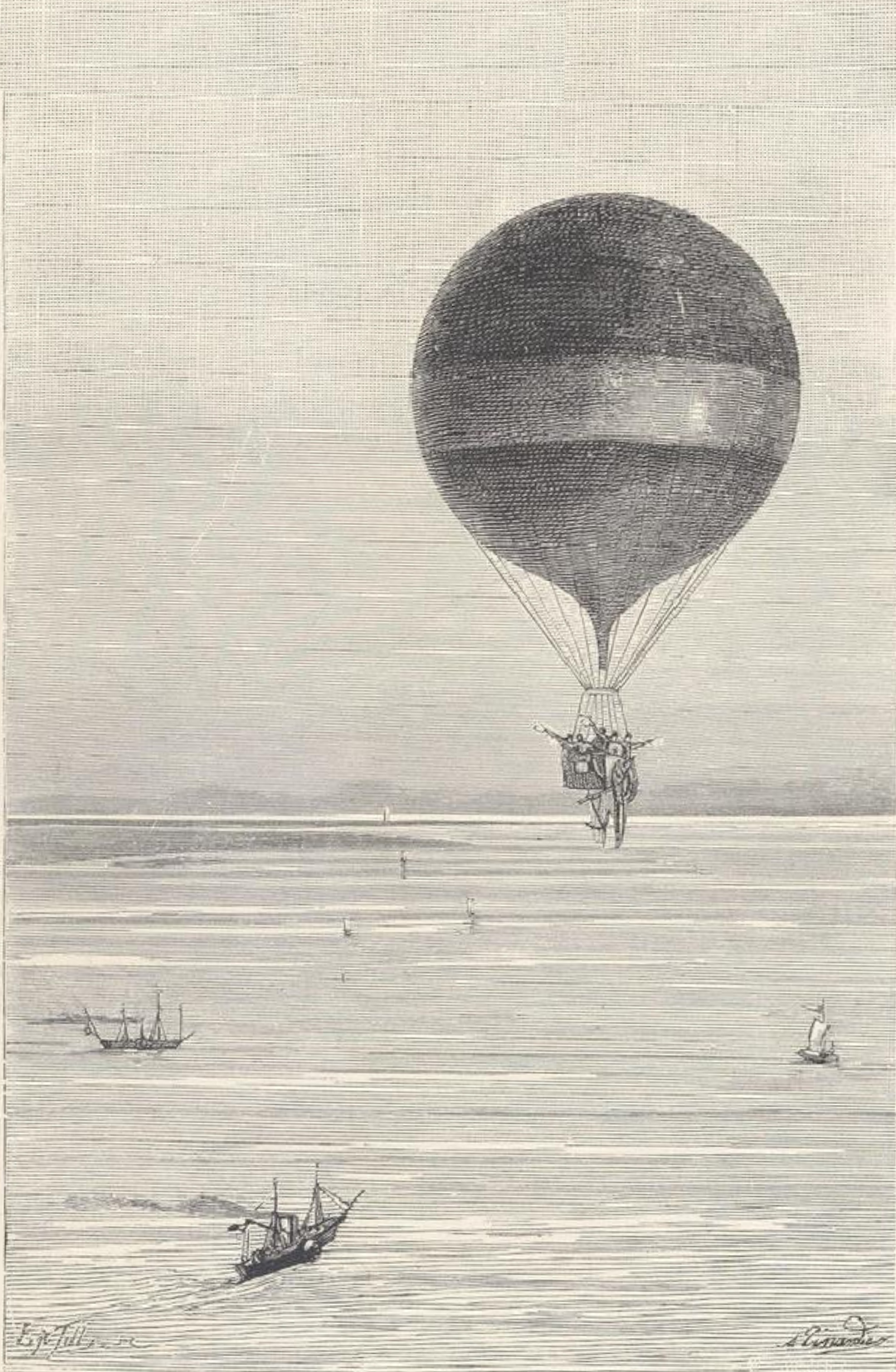
Політ «Зеніта» над Жирондою, 24 березня 1875 року (малюнок Альберта Тіссандьє)

Цілу ніч аеронавти проводять в польоті на висоті 700—1000 метрів над землею, повільно рухаючись до узбережжя океану на південному заході Франції. Вони не забувають робити свої наукові досліди: Кроче-Спінеллі разом з Жобером експериментують з навігаційним приладом Альфонса Пено, результати вимірів якого, дозволяли визначити висоту та швидкість руху повітряної кулі. Перевірка даних цього приладу, проведена вже після польоту, дозволить переконатися в ідеальній точності отриманих ним цифр.
На світанку «Зеніт» долетів до містечка Ла-Рошель на узбережжі океану, а близько 10 години ранку розпочав свій переліт над Жирондою. Гастон Тіссандьє так описує цю подію:
|  | Ця переправа через велику річку, виконана о 10 годині ранку, з оглядом на Кордуанський маяк, безумовно, є одним із найбільш зворушливих моментів нашої подорожі. «Зеніт» входить у Жиронду в місці її найбільшої ширини, проходить там велично і досягає іншого берега лише через 35 хвилин. Коли ми зависаємо над річкою, поверхнею курсують вітрильні човни. По течії спускаються два пароплави, вони проходять трохи нижче нашої корзини, і в цей момент тричі піднімають свої триколірні прапори. На це співчутливе привітання ми відповідаємо, махаючи своїми хустками... |

Після перетину Жиронди «Зеніт» ще 6 годин летів над узбережжям океану і лише близько пятої вечора аеронавти здійснили успішне приземлення на галявину в сосновому лісі недалеко від Аркашона. Через декілька хвилин після приземлення, до них прибігли місцеві пастухи «на ходулях і з радісними та здивованими вигуками». Вони допомогли скласти обладнання і кулю та транспортувати їх до містечка.

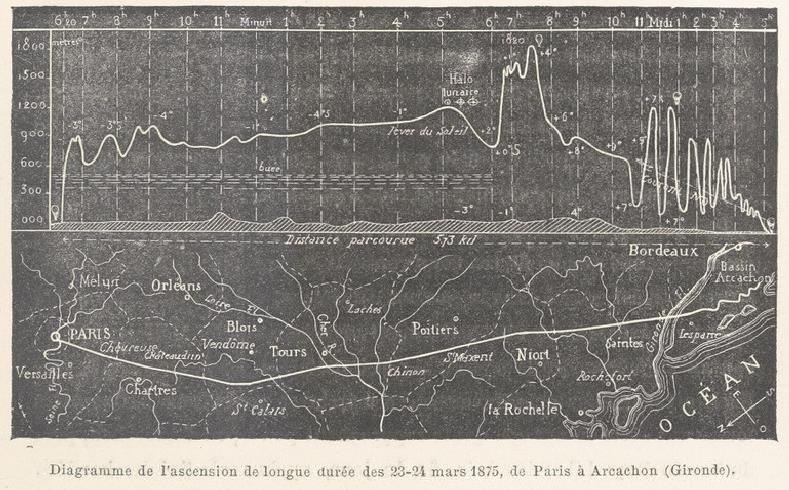
Діаграма з маршрутом рекордного польоту «Зеніта» з Парижа в Аркешон, 23-24 березня 1875 року (з книги Г.Тіссандьє "Історія моїх польотів)

### Четвертий політ
Натхненні успіхом рекордного польоту з Парижа в Аркашон, Кроче-Спінеллі, Сівель та Гастон Тіссандьє одразу беруться за підготовку до нової експедиції. Ціль нового польоту на «Зеніті» — досягнути найбільшої висоти підйому на повітряній кулі. Відповідно до цієї цілі вчені й готують своє обладнання.
На повітряній кулі біля підвісного кільця корзини було встановлено три невеликих балони з кисневою сумішшю для дихання, яка містила 70 відсотків кисню. На мотузках, які йшли від корзини до кільця помістили два анероїдних барометри. Один реєстрував тиск на висоті до 4000 метрів, інший — на висоті від 4000 до 9000 метрів. Поруч з ними розташували кілька термометрів, один з яких, «спиртовий», міг реєструвати низькі температури до -40 градусів. Над термометрами, в закритому ящику набитому тирсою, встановили спеціальний барометр для реєстрації максимальної висоти підйому кулі. Цей прилад складався з 8 барометричних трубок з ртуттю і був розроблений французьким астрономом і вченим П'єром Жансеном. Сівель прикріпив до дна корзини товстий матрац щільно набитий соломою, щоб амортизувати удар об землю під час спуску кулі.

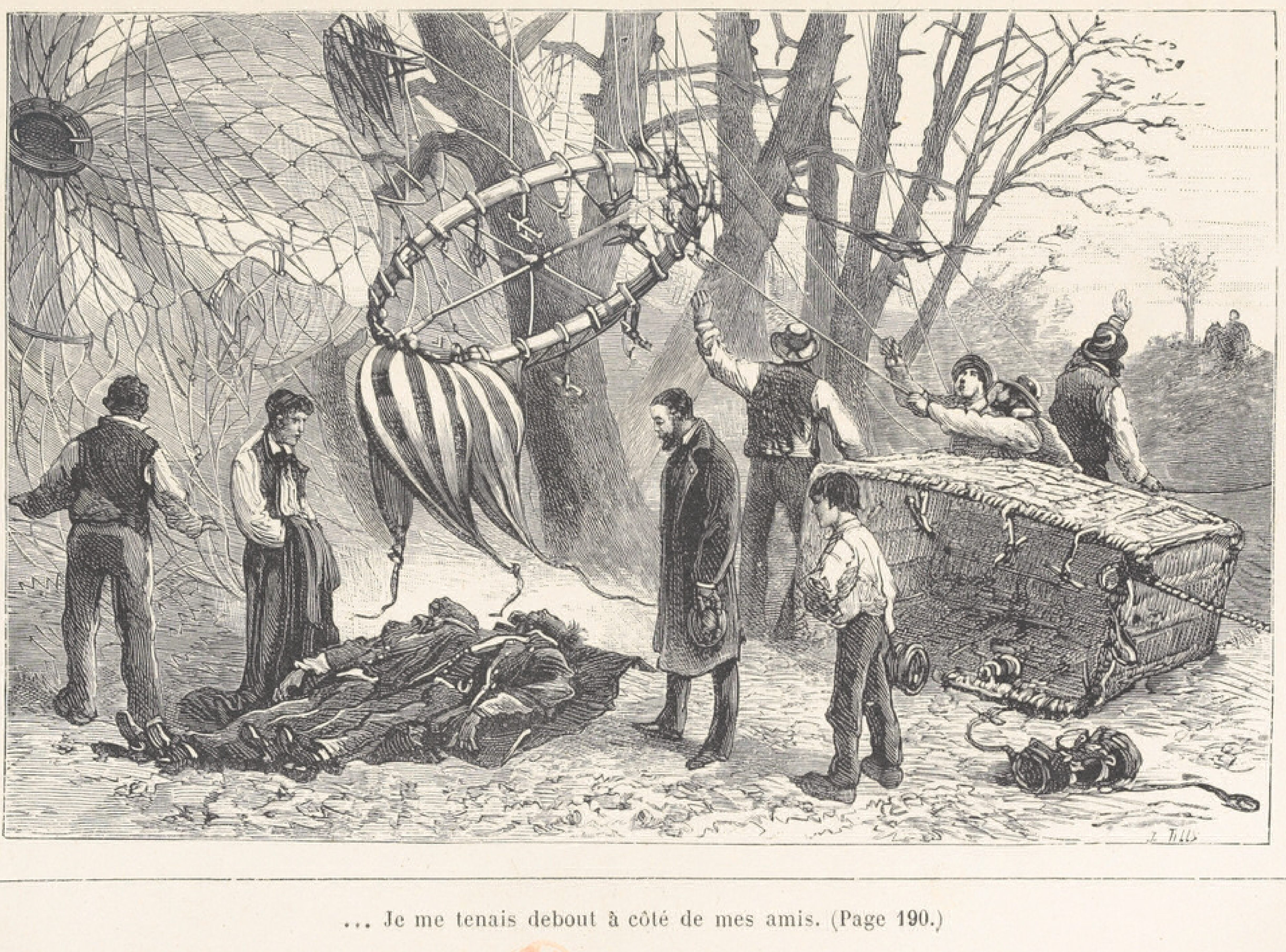
На місці падіння повітряної кулі «Зеніт», 15 квітня 1875 року, Сірон (Ендр), Франція

15 квітня 1875 року о 11 годині 52 хвилини «Зеніт» з Кроче-Спінеллі, Сівелем і Тіссандьє на борту відірвався від землі і розпочав свій підйом вгору. Гастон Тіссандьє пізніше згадував, що на висоті 300 метрів Теодор Сівель раптом радісно вигукнув:
|  | Ну ось ми і полетіли, друзі! Погляньте на наш «Зеніт» - який же він красивий! |

На висоті 3300 метрів з «апендиксу» повітряної кулі, який знаходився прямо над головами аеронавтів раптово вирвався великий об'єм водню, що нагрівся на теплому весняному сонці. На Сівеля і Тіссандьє це ніяк не вплинуло, а ось Кроче-Спінеллі зробив наступний запис в своєму щоденнику:
|  | 11 год. 57 хв., H. 500., Температура +1, незначний біль у вухах. Трохи пригнічений. Це газ |

Зайняті своїми науковими спостереженнями, аеронавти не звертали увагу на реакцію власного організму на брак кисню. Та на висоті 5300 метрів сильно розріджене повітря вже давало про себе знати і Тіссандьє, перевіривши стан своїх друзів, залишив наступний запис у своєму записнику:
|  | Кроче - пульс 120 ударів в хвилину, Сівель - 150 ударів |

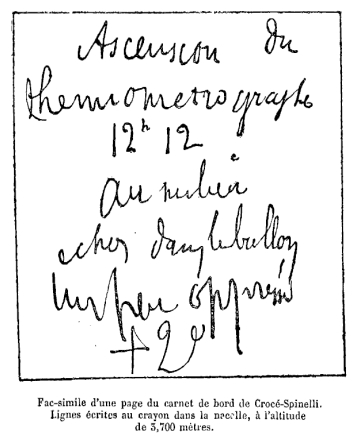
сторінка з щоденника Кроче-Спінеллі з його останнім записом зробленим на висоті 3700 метрів

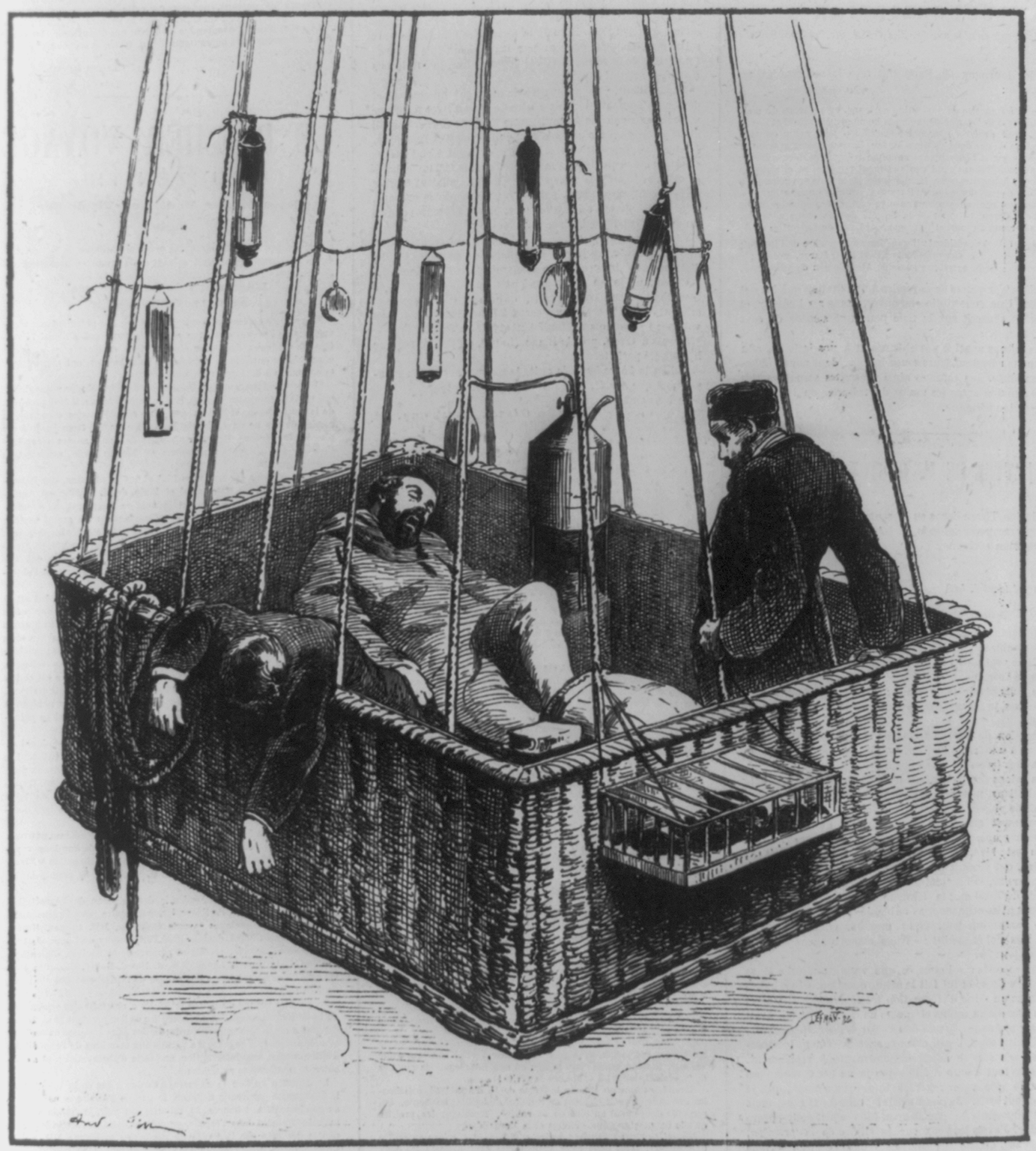
Жозеф Кроче-Спінеллі, Теодор Сівель і Гастон Тіссандьє в корзині «Зеніту» після втрати свідомості через брак кисню на висоті понад 8000 метрів (малюнок з книги Гастона Тіссандьє «Історія моїх польотів», 1868 рік)

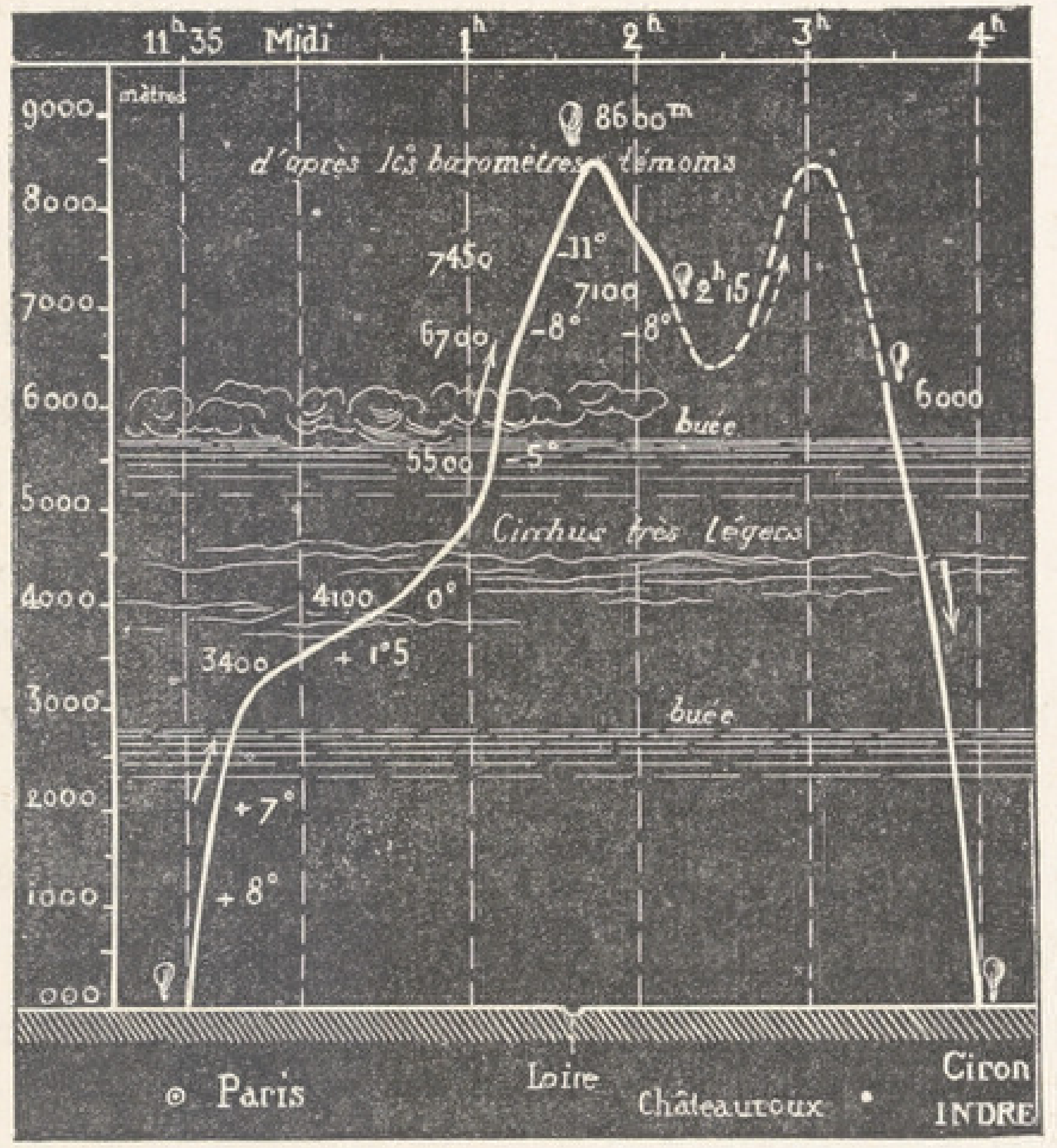
Діаграма з маршрутом польоту «Зеніта» з Парижа в Сірон, 15 квітня 1875 року

Близько 1 години дня «Зеніт» досяг висоти 7000 метрів і дрейфував поверх перистих хмар, що складались з дрібних розсіяних частинок льоду. Страждаючи від браку повітря, Тіссандьє вдихає кілька ковтків кисневої суміші, відчуваючи, як цілюще діє на нього кисень. Тремтячи від холоду, він нерівним почерком записує:
|  | Руки заклякли. Відчуваю себе добре. На горизонті туман і невеликі округлі перисті хмари. Ми піднімаємось. Кроче важко дихає. Ми вдихаємо кисень. Сівель закриває очі. Кроче також закриває очі…температура – 10…Сівель скидає баласт… Сівель знову скидає баласт |

Пізніше, Тіссандьє згадував, що десь на висоті 7500 метрів, Сівель двічі перепитав його чи скидувати ще трохи баласту і отримавши відповідь «роби що хочеш» відрізав ще декілька мішків з піском. Кроче-Спінеллі в цей час сидів на дні корзини, тримаючи в руці трубку від балона з киснем і виглядав дуже пригніченим. Подальші події Гастон Тіссандьє описує так:
|  | Незабаром мене охопила така слабкість, що я навіть не зміг повернути голови, щоб подивитись на своїх друзів. Хотів схопити шланг з киснем, але не зміг підняти руки. Однак моя голова все ще продовжувала працювати. Я не переставав спостерігати за барометром, і як і раніше, не зводив очей з стрілки, яка незабаром підійшла до цифри 290, потім 280 міліметрів і стала переходити за неї. Я хотів крикнути: «Ми на висоті 8000 метрів»! Але мову у мене ніби паралізувало. Раптом, мої очі закрилися, і я впав 6ез відчуттів. Це сталось приблизно о 1 годині 30 хвилин. О 2 годині 8 хвилин я на хвилину отямився. Куля швидко, опускалась. У мене було достатньо сил, щоб перерізати мотузку мішка з баластом, послабити швидкість спуску і записати такі рядки: «Ми опускаємось, температура - 8 градусів, я скидаю баласт, тиск 315. Ми опускаємось. Сівель і Кроче все ще непритомні на дні корзини. Опускаємось дуже швидко». Ледве я встиг написати ці рядки, як мене охопило тремтіння, і я знову впав без сил. Вітер сильно дув знизу до верху. Це говорило про дуже швидкий спуск. Через декілька хвилин я відчув, що мене трясуть за руку, і впізнав Кроче. Він отямився. «Кидайте баласт, - сказав він мені, - ми опускаємось». Але я зміг лише відкрити очі, і то робив це з неймовірними зусиллями. Пам'ятаю, що Кроче відчепив аспіратор, він важив 17 кілограмів, і перекинув його за борт (пізніше аспіратор впав на землю в містечку Курмемен і ледь не вбив жінку з двома дітьми, які якраз відпочивали на природі). Потім Кроче спорожнив мішок з баластом, викинув ковдру і ще якісь речі. Але все це пам'ятається вкрай погано й на цьому обриваються подальші спогади, тому що я знову знепритомнів, цього разу надовго. Мені здавалося, що я засинаю вічним сном. |

Після того, як Кроче-Спінеллі скинув трохи баласту, «Зеніт» знову сповільнив свій спуск і вдруге повільно піднявся на висоту понад 8000 метрів. О 3 годині 30 хвилин Тіссандьє приходить до тями відчуваючи сильне запаморочення і слабкість. Відкривши очі, він бачить, що куля знову опускається зі страшною швидкістю. Корзину сильно розгойдувало і вона описувала великі кола в повітрі.
Тіссандьє на колінах підповз до своїх друзів і почав їх будити. «Сівель! Кроче! Просніться!» Але ті нерухомо лежали на дні корзини. Зібравши рештки сил, Тіссандьє спробував підняти їх на ноги, та лиця аеронавтів вже потемніли, очі були каламутними, а рот був у крові. Про останні хвилини польоту «Зеніта» Гастон Тіссандьє згадує наступне:
|  | Я відчув жахливий вітер, що йшов знизу догори. Ми все ще були на висоті 7000 метрів. У кошику залишались ще два мішки з баластом, які я викинув. Скоро земля наблизилась і я хотів вхопити ніж, щоб перерізати якірний шнур, але не міг його знайти. Я був як божевільний, все кричав: «Сівель! Сівель!» На щастя, я зміг взяти в руки ніж і від’єднати якір. Удар об землю був надзвичайно сильним. Здавалось, що балон кулі розплющився, і я думав, що він більше не зрушить з місця, але вітер був дуже сильним і швидко зніс його. Якір не спрацював, корзину потягнуло по полю. Тіла моїх нещасних друзів тряслися то тут, то там. Я думав що вони випадуть з корзини у будь-який момент. Проте, ось я зміг схопити мотузку спускового клапана, і незабаром балон спорожнився від газу, а потім вдарився об дерево і лопнув. Була четверта година дня… |

«Зеніт» впав на поле біля містечка Сірон (Ендр), що розташоване за 250 км від Парижа. Перевірка даних спеціального висотного барометра відбувалась в фізичній лабораторії Сорбонни і показала, що максимальна висота, якої досяг «Зеніт» під час свого польоту становила від 8540 до 8600 метрів. Жозеф Кроче-Спінеллі та Теодор Сівель загинули під час польоту від асфіксії, а Гастон Тіссандьє дивом зміг врятуватись і уникнути їхньої страшної долі, проте частково втратив слух.

## Похорон

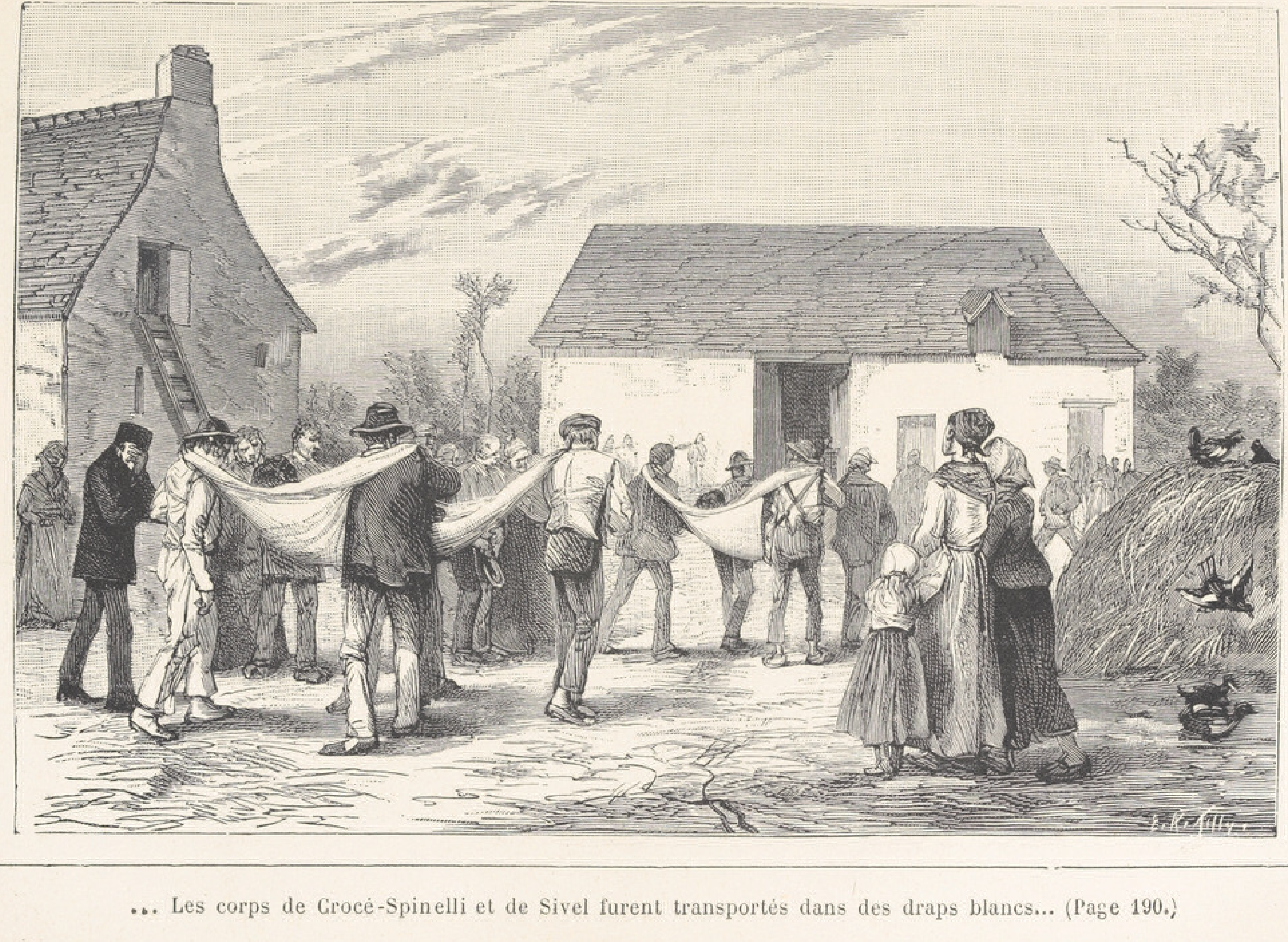
Тіла Кроче-Спінеллі і Сівеля заносять в сарай ферми біля якого впала повітряна куля «Зеніт», 15 квітня 1875 року

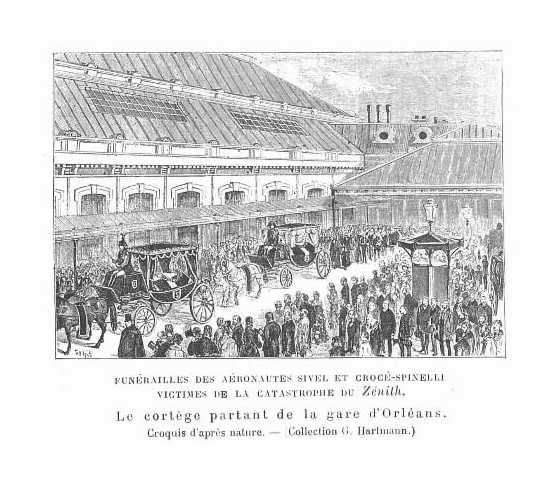
Похорон Жозефа Кроче-Спінеллі і Теодора Сівеля в Парижі, 20 квітня 1875 року

Після падіння «Зеніта» на поле поблизу містечка Сірон (Енд) Гастон Тіссандьє, який все ще перебував в шоковому стані розуміє, що його друзі загинули під час польоту. На місце падіння повітряної кулі починають збігатись місцеві жителі, яких стає все більше. Щоб уникнути зайвої цікавості від натовпу, Тіссандьє вирішує перенести тіла Кроче-Спінеллі і Сівеля в найближчий до поля сарай і залишає їх там, замкнувши сарай ключем. Після цього, Гастона забирає до свого будинку один з фермерів графа де Бонді, на землі якого й впала повітряна куля. Тіссандьє був настільки втомленим, що майже одразу заснув і проспав аж до світанку.
Зранку, він написав довгого листа для президента Французького Товариства Повітроплавання Ерве Мангона і відправив його в Париж. В листі, Гастон детально описав все, що пам'ятав про трагічний політ «Зеніта». Пізніше саме цей лист передрукували всі провідні газети Франції і Європи.
Трагічна звістка про падіння «Зеніта» не швидко дійшла до Парижа. Сім'ї загиблих вчених були повідомлені аж через 18 годин після падіння, а 16 квітня вечірні газети Парижа повідомили цю сумну новину на своїх сторінках. Практично всі найбільші французькі газети одразу ж відправили своїх репортерів на місце катастрофи і вже зранку 17 квітня Гасстон Тіссандьє зустрічав всіх їх і свого брата Альберта на місцевому вокзалі.
18 квітня тіла Кроче-Спінеллі і Сівеля помістили в металеві ящики, закинули їх на віз і так повезли на місцевий вокзал, звідки мали відправити в Париж. Всю дорогу до вокзалу Гастон Тіссандьє йшов поруч із возом де лежали двоє його друзів.
19 квітня відбулась зустріч Французької Академії Наук на якій з спеціальною промовою виступив її президент Едмон Фремі. Він назвав Кроче-Спінеллі і Сівеля  «мучениками науки»  і додав, що вони  «два мужніх воїни, які впали на полі бою науки».
Похорон Сівеля і Кроче-Спінеллі відбувався 20 квітня. Спершу о 10:30 годині ранку близько 500—600 людей зібрались на Орлеанському вокзалі Парижа, куди прибули тіла загиблих вчених. В 11:15 годині протестантський пастор (загиблі були протестантами) Огюст-Сципіон Діде виголосив коротку промову, яка справила велике враження на присутніх. Потім процесія вирушила в дорогу і пройшла бульваром Контрескарп, площею Бастилії та вулицею Рю-де-ла-Пе до кладовища Пер-Лашез. Всю дорогу до кладовища натовп людей, які прийшли попрощатись з вченими зростав і на самій церемонії похорону місцева поліція нарахувала близько 5000-6000 тисяч людей. Французька газета L'Aeronaute подавала дещо іншу цифру і стверджувала, що похорон відвідали 20 000 людей.
Відомо, що похорон відвідали багато знаменитих французьких політиків, вчених, письменників і науковців. Серед них були: П'єр Данфер-Рошро, Поль Берт, Жан-Батис Дюма, Едмон Фремі, Ернест Пікард, Анрі Жіффар, Анрі Дюпюї де Лом та інші.

## Вшанування пам'яті

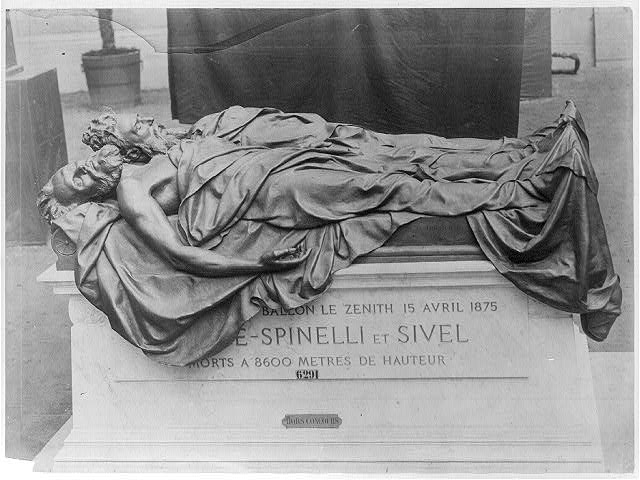
Скульптурна композиція гробниці Жозефа Кроче-Спінелі і Теодора Сівеля (скульптор: Альфонс Дюмілатр).

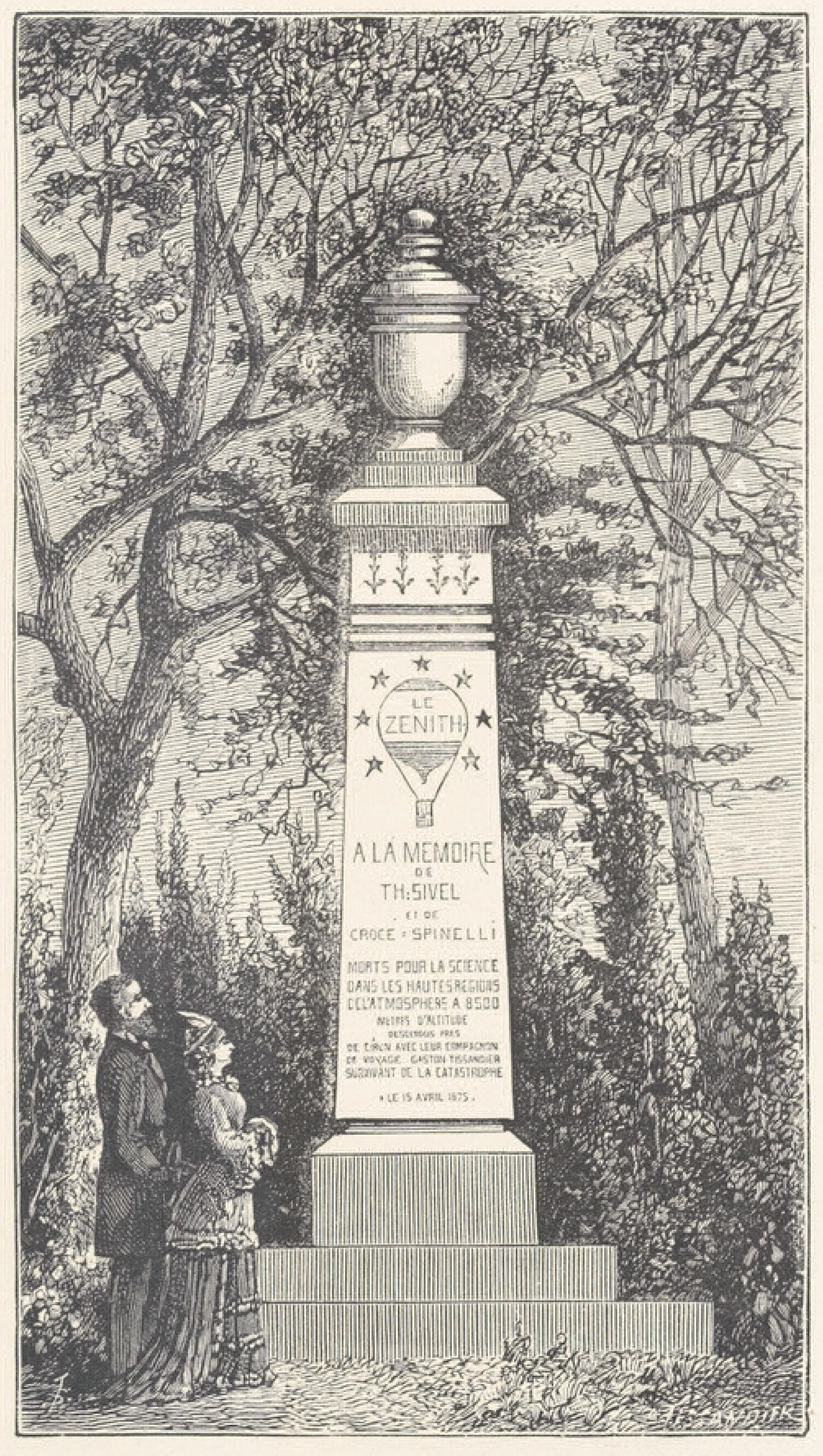
Пам'ятний знак встановлений в 1881 році на місці падіння повітряної кулі «Зеніт» (проект розробив Альберт Тіссандьє)

Після похорону Кроче-Спінеллі і Сівеля, Французьке Товариство Повітроплавання і декілька найбільших газет оголосили про публічний збір коштів, щоб допомогти сім'ям загиблих, а також встановити на місці падіння повітряної кулі пам'ятний знак. Цей пам'ятник, розроблений Альбертом Тіссандьє, урочисто відкрили 25 березня 1881 року. Він мав вигляд великого кам'яного обеліска. 4 квітня 2017 року його внесли до списку історичної пам'яті Франції.
В 1878 році на кладовищі Пер-Лашез було урочисто встановлено скульптурну композицію з зображенням вчених, яку створив французький скульптор Альфонс Дюмілатр. За задумом скульптора, Кроче-Спінеллі і Сівель лежать один біля одного і тримаються за руки. В схожій позі їхні тіла побачили місцеві селяни, які першими прибули на місце трагедії «Зеніта». Ця унікальна скульптура на гробниці вчених приваблює тисячі туристів, які щороку відвідують кладовище Пер-Лашез.

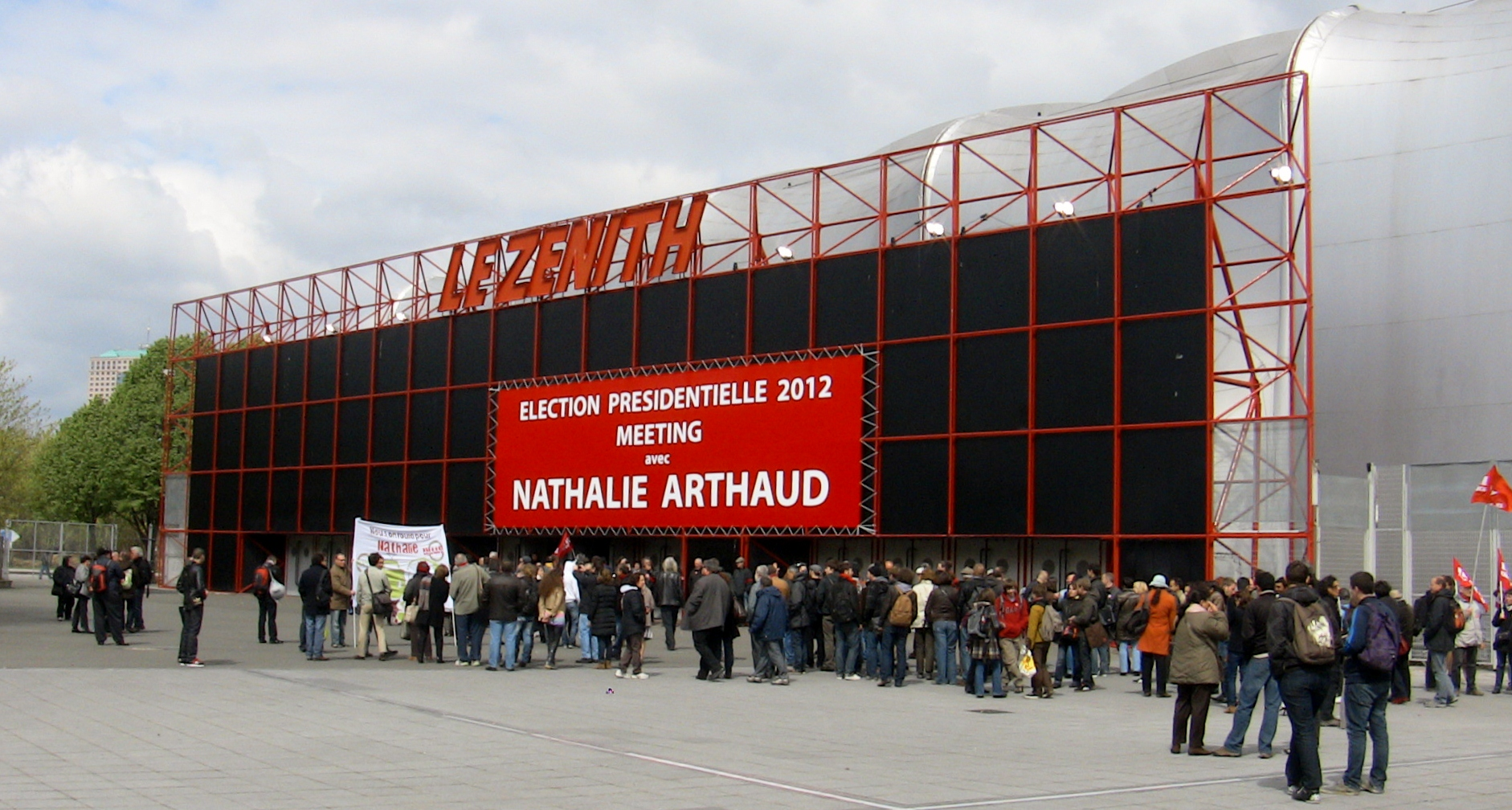
Концертний і виставковий зал «Le Zénith» в парку Ла-Віллетт, Париж

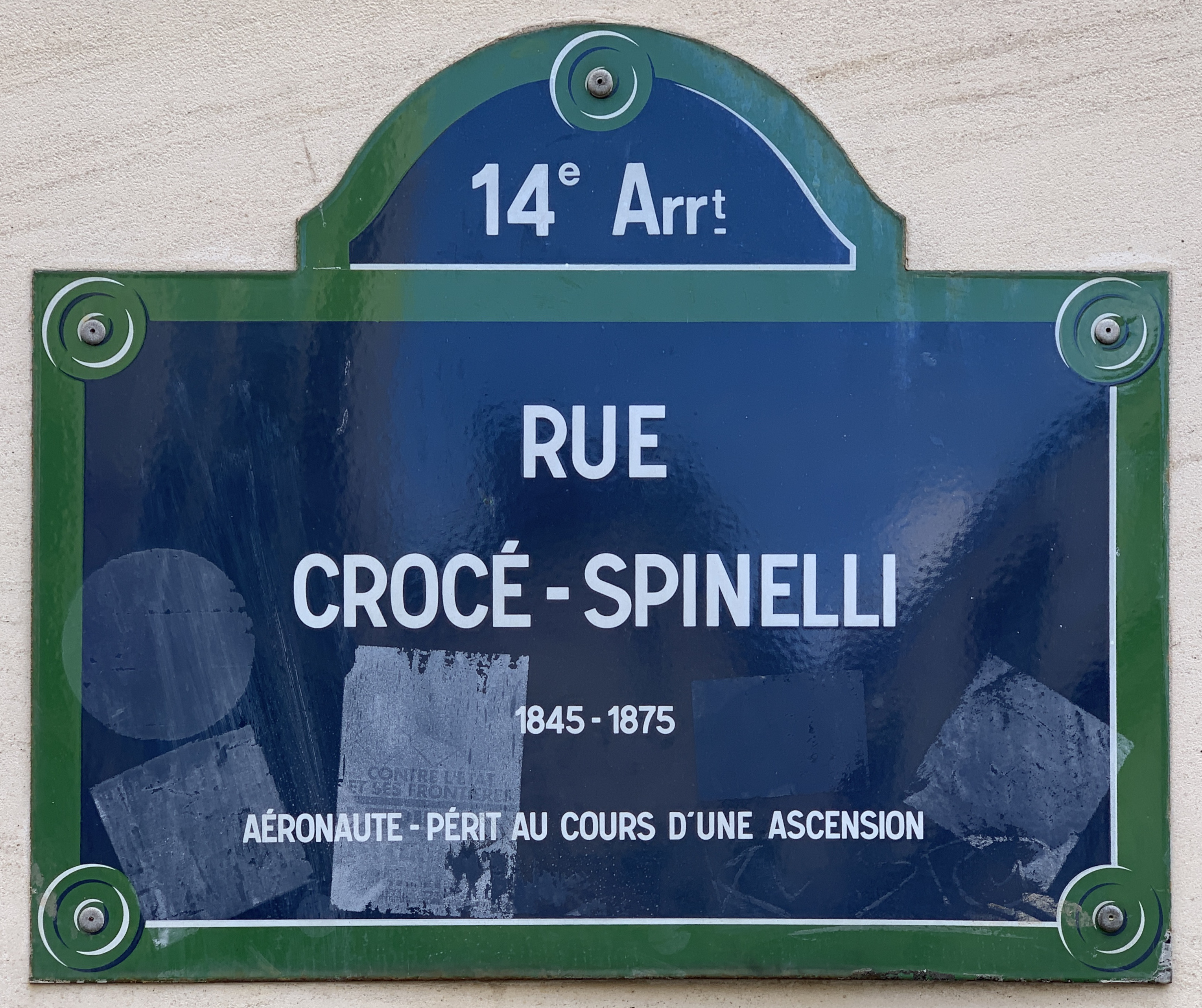
Меморіальна табличка на вулиці Жозефа Кроче-Спінелі в Парижі

Катастрофа «Зеніта» і смерть Кроче-Спінеллі з Сівелем надихнули французького поета і майбутнього лауреата Нобелівської премії з літератури Сюллі Прюдома написати вірш «Le Zenith».
Падіння «Зеніта» настільки сколихнули французьку спільноту, що в перші роки після трагедії на честь Кроче-Спінеллі і Сівеля були створенні декілька оперних композицій, які виконувались під час театральних вистав. Найвідоміші з них: «Le Zenith» (слова: Адольф Перро, музика: Робер Планкет) і «Les martyrs du Zénith» (слова: Жульєн Фок, музика: Джейкоб Жюль).
В 1891 році французький політик і тодішній міністр культури Джек Ленг вирішив спроектувати і побудувати великий концертний і виставковий зал за межами Парижа. Місцем для будівництва було обрано парк Ла-Віллетт. Оскільки саме з цього парку колись стартувала повітряна куля «Зеніт» то концертний зал так і назвали в її честь «Le Zénith». Пізніше цю назву зареєстрували як торгову марку і поширили концепцію будівництва великих концертних і виставкових залів «Le Zénith» по всій Франції. Станом на 2021 рік вже побудовані і працюють 17 таких концертних залів по всій країні.
В XIV окрузі Парижа одну з вулиць названо в честь Жозефа Кроче-Спінеллі. Також ім'ям вченого названо один з коледжів 14 округу Парижа.